# Sulphur (contea di Bowie)
Sulphur è una comunità non incorporata degli Stati Uniti d'America, situata nella contea di Bowie dello Stato del Texas.